# Арефино (Сафоновский район)
Арефино — деревня в Сафоновском районе Смоленской области России. Входит в состав Прудковского сельского поселения.
Население — 5 жителей (2007 год). Расположена в центральной части области в 20 км к востоку от города Сафонова, у автодороги М1 «Беларусь». В 6 км к юго-востоку от деревни железнодорожная станция Издешково на линии Москва—Минск. 

## История
В годы Великой Отечественной войны деревня была оккупирована гитлеровскими войсками в сентябре 1941 года, освобождена в 1943 году.